# Terrence Malick
Terrence Frederick Malick (n. 30 noiembrie 1943, Ottawa, Illinois sau Waco, Texas) este un regizor american, scenarist, producător de film. Cariera sa se întinde de-a lungul a patru decenii, timp în care a regizat șapte filme artistice. A debutat ca regizor cu filmul dramatic Banda sălbatică (1973). După ce a lansat al doilea său film, drama din 1978 Zile în paradis, Malick nu a mai regizat douăzeci de ani, până în 1998, când a regizat drama  La hotarul dintre viață și moarte.  
Malick a primit laude consistente pentru munca sa și este considerat unul dintre cei mai mari regizori în viață.  El a fost nominalizat la premiul Oscar pentru cel mai bun regizor pentru  două pelicule La hotarul dintre viață și moarte și Pomul vieții și la premiul Oscar pentru cel mai bun scenariu adaptat pentru  La hotarul dintre viață și moarte, de asemenea a câștigat Ursul de Aur la a 49-a ediție a Festivalului Internațional de Film de la Berlin pentru La hotarul dintre viață și moarte, Palme d'Or la a 64-a ediție a festivalului de film de la Cannes pentru Pomul vieții și Premiul SIGNIS la a 69-a ediție a Festivalului International de la Veneția pentru Minunea dragostei.

## Biografie
Terrence este născut la Ottawa, Illinois sau Waco, Texas. Este fiul lui Irene (născută Thompson) și al lui Emil A. Malick, un geolog. Bunicii săi din partea tatălui au fost creștini asirieni imigranți. Waco este unul din locurile în care are loc acțiunea filmului The Tree of Life. Malick a frecventat Școala Episcopală Sf. Ștefan din Austin, Texas în timp ce familia sa locuia în Bartlesville, Oklahoma.Malick are doi frați mai mici : Chris și Larry. Larry Malick este chitarist care a studiat în Spania cu Segovia la sfârșitul anilor 1960. În 1968, Larry și-a rupt intenționat mâini din cauza presiunii la care era supus din cauza studiilor sale muzicale. Emil a venit în Spania pentru a-l ajuta la Larry, dar Larry a murit la scurt timp după aceea, aparent fiind o sinucidere.

## Filmografie
| An   | Film                              | Ca      | Ca         | Ca        | Ca         | Ca    | Note                                                                                                 |
| An   | Film                              | Regizor | Producător | Scenarist | Compozitor | Actor | Note                                                                                                 |
| ---- | --------------------------------- | ------- | ---------- | --------- | ---------- | ----- | --- |
| 1969 | Lanton Mills                      | Da      |            | Da        | Da         | Da    | film scurt. Rol: Tilman                                                                              |
| 1971 | Drive, He Said                    |         |            | Da        |            |       | Nemenționat                                                                                          |
| 1971 | Inspectorul Harry                 |         |            | Da        |            |       | Nemenționat (faza timpurie)                                                                          |
| 1972 | Deadhead Miles                    |         |            | Da        |            |       | |
| 1972 | Pocket Money                      |         |            | Da        |            | Da    | Rol: Muncitor (nemenționat)                                                                          |
| 1973 | Baladă sălbatică (Badlands)       | Da      | Da         | Da        |            | Da    | Rol: Caller at Rich Man's House (nemenționat)                                                        |
| 1974 | The Gravy Train                   |         |            | Da        |            |       | |
| 1978 | Zile în paradis                   | Da      |            | Da        |            | Da    | A câștigat premiul pentru cel mai bun regizor la Cannes în 1979 Rol: Muncitor (nemenționat)          |
| 1998 | La hotarul dintre viață și moarte | Da      |            | Da        |            |       | A câștigat Ursul de Aur la ediția a 49-a a Festivalului de Film de la Berlin                         |
| 1999 | Endurance                         |         | Da         |           |            |       | |
| 2000 | Happy Times                       |         | Da         |           |            |       | |
| 2002 | Bear's Kiss                       |         |            | Da        |            |       | Nemenționat cu rescrierea scenariului                                                                |
| 2004 | The Beautiful Country             |         | Da         |           |            |       | |
| 2004 | Undertow                          |         | Da         |           |            |       | |
| 2005 | Lumea nouă                        | Da      |            | Da        |            |       | |
| 2006 | Mai aproape de cer                |         | Da         |           |            |       | |
| 2011 | Pomul vieții                      | Da      |            | Da        |            |       | A câștigat Palme d'Or (Cannes) în 2011 A câștigat Premiul FIPRESCI pentru cel mai bun film al anului |
| 2012 | Minunea dragostei                 | Da      |            | Da        |            |       | A câștigat Premiul SIGNIS (Veneția, 2012).                                                           |
| 2013 | The Green Blade Rises             |         | Da         |           |            |       | |
| 2013 | Knight of Cups                    | Da      |            | Da        |            |       | Post-producție                                                                                       |
| 2014 | Untitled Terrence Malick Project  | Da      |            | Da        |            |       | Filmat simultan cu Knight of Cups in 2012 Post-producție                                             |
| 2014 | Voyage of Time                    | Da      |            | Da        |            |       | Post-producție                                                                                       |

## Premii și nominalizări
| Premiu                                   | An   | Pentru                            | Categorie                          | Rezultat     |
| ---------------------------------------- | ---- | --------------------------------- | ---------------------------------- | ------------ |
| Premiul Oscar                            | 1998 | La hotarul dintre viață și moarte | Cel mai bun regizor                | Nominalizare |
| Premiul Oscar                            | 1998 | La hotarul dintre viață și moarte | Cel mai bun scenariu adaptat       | Nominalizare |
| Premiul Oscar                            | 2011 | Pomul vieții                      | Cel mai bun regizor                | Nominalizare |
| Festivalul de Film de la Cannes          | 1978 | Zile în paradis                   | Premiul pentru cel mai bun regizor | Câștigat     |
| Festivalul de Film de la Cannes          | 1978 | Zile în paradis                   | Palme d'Or                         | Nominalizare |
| Festivalul de Film de la Cannes          | 2011 | Pomul vieții                      | Palme d'Or                         | Câștigat     |
| Premiul César                            | 1999 | La hotarul dintre viață și moarte | Cel mai bun film străin            | Nominalizare |
| Asociația Criticilor de Film din Chicago | 1998 | La hotarul dintre viață și moarte | Cel mai bun regizor                | Câștigat     |
| Asociația Criticilor de Film din Chicago | 2011 | Pomul vieții                      | Cel mai bun regizor                | Câștigat     |
| Asociația Criticilor de Film din Chicago | 2011 | Pomul vieții                      | Cel mai bun scenariu original      | Nominalizare |
| Premiile Globul de Aur                   | 1978 | Zile în paradis                   | Cel mai bun regizor                | Nominalizare |